# Marcel Saint-Germain
Pour les articles homonymes, voir Marcel Saint-Germain (homme politique) et Saint-Germain.
Marcel Saint-Germain (16 avril 1939 à Lachine - 27 décembre 2007 à Brossard) est un humoriste québécois né dans la province de Québec. Fils de Joseph St-Germain et de Florina Dagenais, il s’est marié en 1re noces avec Micheline Laberge le 15 août 1964 à l'église Christ-Roi de Chateauguay. Son 2e mariage avec Paule Bonin a eu lieu le 10 juillet 1973 à Montréal.
Il fait partie, dans les années 1960 et 1970, du collectif humoristique Les Cyniques en compagnie d'André Dubois, de Serge Grenier et de Marc Laurendeau. En 1971, avec Les Cyniques, Denise Filiatrault et Dominique Michel, il participe au Bye Bye.
Avocat de formation, il œuvre chez Bell Canada en tant que chef des communications après son aventure avec les Cyniques. Durant quelques années, il est chasseur de têtes pour le Festival Juste pour rire.
Victime d'un AVC, Marcel Saint-Germain est hospitalisé d'urgence en janvier 2004, et meurt des suites de la maladie dans la nuit du 27 décembre 2007 à son domicile, à Brossard à l'âge de 68 ans. 
Il laisse dans le deuil sa femme, Paule Saint-Germain et ses deux enfants, Amélie et Olivier. 
Le groupe Rock et Belles Oreilles a dédié le Bye Bye 2007 à sa mémoire.

## Filmographie
- 1962 - Seul ou avec d'autres de Denys Arcand et Denis Héroux
- 1971 - Bye Bye 1971
- 1972 - IXE-13 de Jacques Godbout

### Auteur
- 2007 - Le Bye Bye RBO 2007 de Simon-Olivier Fecteau